# Robert Grant (animateur)
Pour les articles homonymes, voir Bob Grant et Robert Grant.
Robert Grant, également appelé Bob Grant, (10 mars 1916 - 15 novembre 1968) était un animateur puis un dessinateur de bande dessinée de la Walt Disney Company. Il travaillait pour l'éditeur King Features Syndicate.
Il fut animateur au sein des studios Disney de 1935 à 1938.

## Biographie
De 1943 à 1946, il effectue son service militaire.

## Œuvres
- Comic strip 1939-1968 :
  - Crayonnés de la série Scamp (parution dominicale) 1956-1961 puis 1965-1968.
  - Crayonnés de la série Scamp (quotidienne) 1956-1962 puis 1965-1968.
  - Crayonnés et encrage de la série Silly Symphonies 1939-1942.
  - Pencils for Early Sunday Color Comics 1942-1944.
  - Pencils and inks for Merry Menagerie 1947-1962
- Comic au sein du American Comics Group:
- Illustrations (Spender Spook, Anthony & Cleopetra) 1953-1954